# Bulbophyllum myolaense
Bulbophyllum myolaense là một loài phong lan thuộc chi Bulbophyllum.